# Imunitní systém ptáků
Imunitní systém zajišťuje integritu funkcí živého organismu (homeostáze) společnou činností s nervovým a endokrinním systémem. Základním úkolem imunitního systému je rozpoznávání „normálních“ složek organismu od složek abnormálních, nefunkčních (např. staré, mrtvé či poškozené buňky, infikované nebo nádorově transformované buňky aj.) či tělu cizích (bakterie, viry, paraziti aj.) a jejich neškodné odstraňování. Na funkci imunitního systému se podílejí obranné mechanismy, které jsou vzájemně provázány a do značné míry se navzájem podmiňují. Morfologickým podkladem imunitního systému je lymfatická tkáň, uspořádaná do lymfatických orgánů souhrnně tvořících lymfatický systém.
Ptačí imunitní systém je nejlépe prostudovaný u kura domácího; v podstatě je analogický se systémem savčím, výjimkou je výrazná anatomická dichotomie imunitního systému. Také imunita (obranyschopnost, odolnost organismu proti patogenním agens nebo jejich toxinům) ptáků může být aktivní nebo pasivní, humorální nebo buněčná, specifická nebo nespecifická.

## Obranné mechanismy ptáků
V závislosti na fylogenetickém vývoji ptáků se jejich obranné mechanismy liší dobou a místem svého vzniku, druhem účinku a dobou jejich působení. Obdobně jako u savců mohou být nespecifické nebo specifické.
- Nespecifické obranné mechanismy existují již před embryonálním vývojem ptáků a jejich úkolem je chránit zárodečnou buňku před infekcí. Jsou to vaječná skořápka, podskořápkové blány, enzym lysozym a další látky vaječného bílku, které jsou během vývoje (ontogeneze) a po vylíhnutí doplňovány nebo postupně nahrazovány dalšími nespecifickými obrannými mechanismy, jako jsou interferon, nespecifické inhibitory, embryem produkované inhibitory, fagocytóza, kůže a sliznice, NK-buňky a autochtonní mikroflóra.

- Specifické obranné mechanismy jsou vývojově mladší a dokonalejší. Jsou založeny na existenci dvou hlavních druhů lymfocytů, které mají odlišné antigenně specifické receptory. V časných stadiích embryonálního vývoje dochází k vycestování hematopoetických kmenových buněk ze žloutkového vaku a jater do brzlíku (thymu) a Fabriciovy burzy, kde se diferencují v imunologicky kompetentní T- a B-buňky a následně kolonizují sekundární lymfatické orgány a tkáně a cirkulují také v krevním řečišti. Zatímco B-lymfocyty rozpoznávají antigeny jako takové, T-lymfocyty rozlišují komplexy malých peptidových fragmentů antigenů a MHC-glykoproteinů. Tento rozdíl také ovlivňuje jejich funkci. B-lymfocyty se specializují na produkci protilátek, které se vážou na cizorodé látky (antigeny) rozpuštěné v tělních tekutinách nebo lokalizované na povrchu mikroorganismů, zatímco T-lymfocyty se zaměřují výhradně na rozeznávání antigenů nebo jejich fragmentů na povrchu infikovaných buněk. Specifický obranný systém lze tedy rozdělit na část zodpovědnou za imunitní reakce zprostředkované protilátkami (humorální imunita), a za část odpovídající za imunitu zprostředkovanou buňkami (buněčná imunita). Mechanismy obou typů imunitních reakcí jsou podobné jako u savců.

## Humorální imunita u ptáků
Humorální imunita může být aktivní nebo pasivní

### Pasivní imunita
Pasivní imunita u ptáků často souvisí s tzv. mateřskými protilátkami (MAb), kdy imunoglobuliny od imunních matek jsou přenášeny vaječným žloutkem na potomstvo. Tato forma pasivní imunity sice propůjčuje mláďatům variabilní a pouze dočasnou specifickou ochranu před patogeny, ale v určité časově závislosti postupně vymizí. Tato skutečnost nesmí být přehlédnuta při aktivní imunizaci mláďat v raném věku.
V amniové tekutině vyvíjejícího se embrya jsou imunoglobuliny IgM a IgA; příjem této tekutiny odpovídá příjmu kolostra u savců. V séru se objevují IgM asi za 4 dny a IgA za 10 dní po vylíhnutí. Ve žloutku se nachází imunoglobulin IgG a jeho absorpce (vstřebávání) začíná v konečném stadiu vývoje embrya. Poruchy v absorpci těchto protilátek mohou ovlivnit přenos imunity a vyústit v imunitní nedostatečnost vylíhnutých kuřat. Množství protilátek přenesených ze slepice na kuřata je variabilní a závisí na věku nosnice, době snášky a na titru protilátek; zpravidla je ale titr protilátek shodný ve žloutku i séru nosnice.
Pasivní imunity drůbeže se také dosáhne při ochranném očkování hyperimunním sérem (používá se např. při virové hepatitidě kachen nebo parvoviróze housat).

### Aktivní imunita
Po prvním kontaktu imunitního systému hostitele s antigenem vzniká imunita aktivní, která může být postinfekční nebo postvakcinační. Primární imunitní odpověď se neprojeví okamžitě, zpravidla až po určitém latentním období, které trvá asi 5–10 dní (záleží na vlastnostech antigenu, formě imunizace, stavu imunitního systému hostitele a citlivosti techniky, kterou se imunitní odpověď stanovuje). Při opětovném kontaktu organismu se stejným antigenem, dochází k sekundární imunitní odpovědi. Druhá dávka antigenu se nazývá také provokační (booster). Při sekundární imunitní reakci vzniká humorální odpověď dříve (za 2–3 dny) a je silnější. Primární i sekundární protilátková reakce se liší nejen kvantitativně, ale i kvalitativně (počáteční produkce IgM je postupně nahrazena produkcí IgG).

### Protilátky (imunoglobuliny, Ig)
Humorální a sekretorické protilátky produkují plazmatické buňky vznikající z B-buněk. Ptačí imunoglobuliny na rozdíl od savčích precipitují v 8% roztoku NaCl, což je pravděpodobně způsobeno strukturální odlišností jejich molekuly. Protilátky vazbou na antigen (vzniká komplex antigen-protilátka) způsobují jeho zneškodnění nebo k tomu napomáhají. Strukturálně se rozlišují u ptáků tyto třídy nebo izotypy – IgM, IgG a IgA (IgE se vyskytuje pouze u savců).
- Imunoglobulin A (IgA) existuje v monomerické i polymerické formě; společně se sekretem je vylučován na slizniční povrchy dýchacího, močopohlavního a trávicího traktu; je detekovatelný také ve sliznicích okulonazální oblasti (Harderova žláza), ve žluči a bílku. U kura se IgA také vyskytuje v krevním řečišti a u holubů je tento imunoglobulin nalézán ve vysoké koncentraci v holubím mléce. Jeho hlavní úlohou je zabránit antigenům v adherenci na slizniční povrchy těla.

- Imunoglobulin G (IgG), někdy také označovaný jako IgY pro jeho strukturální a váhové rozdíly od savčího IgG. Představuje hlavní protilátku v séru. Je produkován až po IgM, ale v séru je detekovatelný mnohem delší dobu. Vzhledem k malé molekulární hmotnosti (7S) může penetrovat do tkáňových prostorů i přes tělesné povrchy. Může opsonizovat, aglutinovat a precipitovat antigen

- Imunoglobulin M (IgM) je první protilátkou vznikající na antigenní podnět; může se tvořit i během embryonálního vývoje. Vzhledem k molekulární hmotnosti (19S) se IgM vyskytuje pouze v periferním krevním řečišti; v porovnání s IgG je mnohem aktivnější v opsonizaci, aglutinaci, neutralizaci viru a aktivaci komplementu. Nachází se na povrchu většiny B-buněk

## Buněčná imunita u ptáků
Zprostředkovateli tkáňové, buněčné imunity u ptáků jsou T-buňky, podobně jako u savců. Buněčná imunita se prokazuje metodicky náročnými testy, proto stav imunity u ptáků se většinou určuje pouze na základě humorální imunity a informací o buněčné imunitě je u ptáků méně. Tím ale není vyloučena její přítomnost u ptáků, některé infekce dokonce vyvolávají výraznější tkáňovou než humorální imunitu.

## Lymfatický systém ptáků
Morfologickým podkladem imunitního systému je lymfatická tkáň složená z lymfocytů, makrofágů a z nich odvozených buněk a uspořádaná do lymfatických orgánů, které souhrnně tvoří lymfatický systém (systema lymphaticum). Lymfatický systém ptáků tvoří centrální (primární) lymfatické orgány (brzlík, Fabriciova burza) a periferní (sekundární) lymf. orgány (slezina, nodulární a difuzní lymfatická tkáň). Systém lymfatických cév (vasa lymphatica) není u ptáků tak vyvinut jako u savců. Sbírají lymfu z pletení tvořených lymfatickými kapilárami a odvádějí ji do doprovodných krevních žil. Lymfatické srdce a lymfatické uzliny se vyskytují pouze u kachen a hus.

### Centrální (primární) lymfatické orgány u ptáků
- Brzlík (thymus) představuje centrální lymfatický orgán odpovědný za vývoj T-buněk a jimi zprostředkovávanou buněčnou imunitu. U kura je thymus uložen oboustranně v podkoží krku v blízkosti v. jugularis a n. vagus ve formě 3–8 masově zbarvených a na sebe navazujících laločnatých útvarů velikosti 0,5–1,0 cm, které jsou rozloženy v rozmezí od 3. krčního obratle směrem kaudálním až ke klíční kosti. Brzlík roste od vylíhnutí asi až do 12.–17. týdne věku a po dosažení pohlavní dospělosti, tj. u kura ca mezi 20.–24. týdnem, involuje. Z hlediska vývojového je brzlík derivátem epitelu III. a IV. žaberní štěrbiny. Hematopoetické kmenové buňky osídlují brzlík ve třech vlnách (6., 12. a 18. den inkubace) a diferencují se v imunologicky kompetentní T-buňky, které opouštějí brzlík 2–3 dny před vylíhnutím a kolonizují sekundární lymfatické orgány a tkáně; jejich uvolňování z brzlíku přetrvává až do pohlavní dospělosti. Mikroskopická stavba brzlíku je obdobná jako u savců – lalůček se skládá z epitelového buněčného retikula vyplněného lymfocyty (thymocyty). Na periferii lalůčku se rozlišuje kora, hustě vyplněná lymfocyty, a v centru dřeň s nižší náplní lymfocytů. Kora je místem aktivní lymfopoézy, o čemž svědčí četné mitózy. Ve dřeni se také nacházejí eozinofilní, kulatá a různě velká Hassalova tělíska, která u ptáků mají charakter vezikul. U vylíhnutých kuřat obsahuje brzlík mimo T-buňky asi 5–15 % B-buněk. V této době prováděná thymektomie (chirurgické odstranění brzlíku) nenaruší buněčnou imunitu, protože většina T-buněk je již usídlena v periferních oblastech imunitního systému a rozptýlena po těle.

- Fabriciova burza (FB), též kloakální burza (bursa cloacalis). FB představuje centrální lymfatický orgán odpovědný za vývoj B-buněk a jimi zprostředkovávanou humorální imunitu; vyskytuje se pouze u ptáků. Embryonálně vzniká z dorzální stěny konečného úseku primitivního střeva, asi kolem 5. dne inkubace. Hematopoetické kmenové buňky osídlují FB mezi 7.–14. dnem inkubace a diferencují se v imunologicky kompetentní B-buňky, které začínají opouštět FB po 15. dnu inkubace a kolonizují sekundární lymfatické orgány a tkáně. Tato migrace pokračuje asi do 6.–8. týdne po vylíhnutí a končí před pohlavní dospělostí. Jako nepárová kapsovitá vychlípenina dorzální stěny proktodea leží FB retroperitoneálně mezi dorzální stěnou kloaky a páteří. Je dutá, do kloaky se otevírá úzkou štěrbinou. U kura domácího dosahuje max. velikosti kolem 10. týdne po vylíhnutí. Její činnost vrcholí v období kolem 14.–16. týdne věku a po dosažení pohlavní dospělosti atrofuje a lymfoidní buňky jsou nahrazovány pojivovou tkání a folikuly cystami. Sliznice burzy je uspořádána do 10–15 podélných primárních řas, které se dělí na další řasy sekundární. V řasách se nacházejí četné, vazivovými septy oddělené folikuly (8–12 tisíc), obsahující lymfocyty v síti hvězdicovitých retikulárních buněk. Ve folikulech lze rozlišit hustou, tmavší kůru (mesodermálního původu) s hustě nahloučenými lymfocyty, četnými mitózami a makrofágy obsahujícími zbytky jader, a řidší světlejší dřeň (entodermálního původu); obě vrstvy jsou oddělené bazální membránou. Na periferii dřeně se nacházejí lymfoblasty, a v centru malé a střední lymfocyty. Prostřednictvím migrace z FB je každou hodinu nahrazeno asi 1 % z celkového množství B-buněk v krevním oběhu. U pštrosů tvoří burza a proktodeum jednu dutinu; involuce začíná u pštrosa a nandu kolem 18. měsíce věku.

### Periferní (sekundární) lymfatické orgány ptáků
- Slezina (lien) u kura domácího představuje kulovitý až vejčitý útvar červenohnědé barvy, uložený mediálně a napravo od žláznatého žaludku; hmotnost 1,5–4,5 g. U kanárů a drobných pěvců má protáhlý tvar. Morfologicky je tvořena sítí retikulárního vaziva, ve které leží červená a bílá pulpa. Hranice červené a bílé pulpy je méně zřetelná v porovnání se savci. Bílou pulpu představují nahloučeniny lymfoidních buněk kolem terminálních větví arterie sleziny. Červenou pulpu tvoří venózní sinusy a houbovitá tkáň složená z lymfocytů, retikulárních buněk, makrofágů, plazmatických buněk a cirkulujících krevních buněk. Slezina je hlavním místem hemopoetické aktivity u vyvíjejícího se embrya. Po vylíhnutí je funkce sleziny zaměřena na proteolytické zpracování antigenů, produkci protilátek a fagocytózu přestárlých erytrocytů; nemá funkci krevního depa jako u savců.

- Další lymfatická tkáň se nachází v řadě viscerálních orgánů (játra, pankreas, ledviny, vejcovod), v kostní dřeni, kosterní svalovině, podkožní tkáni, pod epiteliálními povrchy, podél lymfatických cév, ve sliznici žlučového měchýře aj., a to buď ve formě shluků (nodulů) zralých a nezralých lymfocytů, které mohou být odděleny od okolní tkáně jemným vazivovým pouzdrem nebo jsou bez ohraničení, a nebo jen jako difuzně rozptýlené jednotlivé lymfatické buňky. Rozlišují se následující formy:
  - Lymfatické uzlíky (lymphonodules) se vyskytují ve tkáních samostatně (lymphonodulus solitarius), ve shlucích (l. aggregatus) nebo vestavěné ve stěně cév (l. muralis).
  - Lymfatické uzliny (lymphonodi) – jsou u ptáků málo výrazné, mají stavbu odlišnou od savců a doprovázejí pouze velké mízní kmeny, např. truncus jugularis a t. thoracoabdominalis, které ústí do předních dutých žil. Většina mízních cév ústí přímo do nejbližší žíly.[1] Pouze u hus a kachen se nachází párová podlouhlá, narůžovělá krční uzlina (lymphonodus cervicothoracicus) u kaudálního úseku v. jugularis při vchodu do dutiny hrudníku a dosahuje délky 1–3 cm a šířky 2–5 mm. Párová bederní lymfatická uzlina (l. lumbalis) leží pod páteří v pánevní dutině a u hus dosahuje velikosti 5 x 25 mm. Faktická nepřítomnost mízních uzlin u ptáků umožňuje neomezené šíření infekce v těle hematogenní cestou.
  - Cekální tonzily (tonsillae cecales) představují největší koncentraci lymfatické tkáně ve střevech. Jsou lokalizovány v místě odstupu slepých střev z rekta. Vyvíjejí se až po antigenní stimulaci, takže u čerstvě vylíhnutých kuřat jsou nezřetelné. Obsahují nodulární a difuzní lymfatickou tkáň, kde jsou přítomny B- i T-buňky a plazmatické buňky exprimující IgM, IgG a IgA. Funkce tonzil není přesně známa.
  - Peyerovy plaky jsou tvořeny shluky lymfatické tkáně ve sliznici střeva; nevyskytují se uniformně u všech druhů ptáků. Makroskopicky jsou pozorovatelné až za několik dní po vylíhnutí a s věkem postupně involují. U kura domácího jsou lokalizovány v distální části ilea (kyčelník); mají charakter lymfatických uzlíků v lamina propria a jejich mikroskopická stavba a počet nejsou tak výrazné jako u savců. Představují hlavní induktivní oblast trávicího traktu, kde dochází ke vzniku IgA jako odpovědi na patogeny.
  - Meckelův divertikl (diverticulum vitellinum), syn. žloutková výduť. Představuje reziduum (zbytek) embryonálního spojení žloutkového váčku s prvostřevem. Před vylíhnutím je žloutkový vak vtažen do dutiny tělní a pupek je uzavřen. Perzistující žloutkový váček se může nacházet v dutině tělní ještě několik dní i týdnů až měsíců po vylíhnutí. Resorpce žloutkového váčku je u krmivých (nidikolních) druhů ptáků rychlejší než u nekrmivých (nidifugních) druhů. Funkce divertiklu spočívá ve vychytávání a vazbě antigenů ve střevě a v produkci velkého množství plazmatických buněk, podobně jako Harderova žláza. U kura zůstává funkční asi do 20. týdne věku. Oddíly střeva proximálně od divertiklu se považují za kličky jejuna (lačník), distálně pak za kličky ilea.
  - Harderova žláza (glandula lacrimalis membranae nictitantis) je tubulózní paraokulární slzná žláza při bázi 3. víčka (mžurky). Vyúsťuje na mediální plochu mžurky a její mucinózní sekret čistí a zvlhčuje rohovku. Žláza obsahuje velké množství plazmatických buněk, které produkují specifické protilátky zajišťující lokální ochranu spojivky a oka před infekcí. Komunikuje slzným kanálkem s nosními dutinami a přes patrovou štěrbinu také s dutinou zobáku, průdušnicí a jícnem. Vzhledem k tomu, že hormonální ani chirurgická burzektomie (odstranění burzy) neovlivňuje akumulaci plazmatických buněk ve žláze, je Harderova žláza považována za nezávislou na Fabriciově burze
  - Slizniční lymfatická tkáň (angl. mucosa-associated lymfoid tissue, MALT) představuje jednu z forem morfologického podkladu periferního difuzního lymfatického (imunitního) systému u ptáků. Je tvořena shluky i jednotlivými lymfatickými buňkami, které jsou rozptýleny ve sliznici a podslizniční vrstvě dutých útrobních orgánů a v některých žlázách. Funkce slizniční lymfatické tkáně spočívá v proteolytickém zpracování a prezentaci antigenů, produkci lokálních protilátek (zejména IgA a IgM) a aktivaci imunity zprostředkované buňkami. Sekreční protilátky se vážou na povrchové struktury patogenních mikroorganismů a brání jejich adhezi (přilnutí) na slizniční povrch. Lymfatická tkáň jednotlivých sliznic má řadu společných, ale i odlišných vlastností. Rozlišuje se střevní, spojivková a bronchální slizniční lymfatická tkáň. Střevní lymfatickou tkáň (angl. gut-associated lymphoid tissu, GALT) představují v trávicím ústrojí cekální tonzily, Peyerovy plaky, Meckelův divertikl a agregáty lymfocytů roztroušené v intraepiteliální oblasti a v lamina propria trávicího traktu. U některých vodních ptáků se v tenkém střevu vyskytují prstencovité akumulace lymfatické tkáně. Spojivková lymfatická tkáň (angl. conjunctival-associated lymphoid tissue, CALT). Lymfatická tkáň v oblasti hlavy, soustředěná v paraokulární žláze 3. víčka (Harderova žláza) a v paranasálních žlázách, v oblasti slzných (lakrimálních) a postranních nosních vývodů a ve spojivkové lymfoidní tkáni. Bronchální lymfatická tkáň (angl.bronchial-associated lymphoid tissue, BALT). Vyskytuje se u ptáků v lamina propria respiračního epitelu horních cest dýchacích až po ústí nejkaudálnějších sekundárních bronchů. Tento systém může částečně vysvětlovat relativně vysokou odolnost ptačích plic k infekčním agens. Buňky odpovídající alveolárním makrofágům savců nebyly v plicích ptáků prokázány. Navíc respirační sliznice na úrovni sekundárních bronchů je vybavena řasinkami, které pomáhají odstraňovat cizí materiál z inspirovaného vzduchu.

## Poruchy imunity u ptáků
Obranné mechanismy ptáků mohou být různými způsoby a v různé míře poškozeny. V závislosti na tom, zda je postižena stimulační či supresorová část, dochází k nadměrné nebo naopak nedostatečné činnosti imunitního systému. Mezi nejznámější poruchy patří imunosuprese, imunologická tolerance, autoimunita, hypersenzitivita, působení některých imunomodulátorů či imunokomplexů
- Imunosuprese, též imunodeficience, je snížení obranyschopnosti, které může být způsobeno infekčními i neinfekčními příčinami. Velmi často jsou to virové infekce s afinitou k lymfatické tkáni, z nichž nejzávažnější jsou infekční burzitida drůbeže, infekční anémie kuřat a Markova nemoc. Z neinfekčních faktorů mohou supresivně působit např. antibiotikum, polychlorované bifenyly, mykotoxiny, nutriční deficience, delší pobyt kuřat v líhni po vylíhnutí a jiné stresy. Antibiotika, zejména některé tetracykliny, mohou inhibovat imunitní systém v různém stupni. Některé z vitamínů (A, C, E, selen) ovlivňují jak nespecifickou funkci epiteliálních povrchů, tak i interakce mezi humorálním a nespecifickým obranným systémem. Genetické defekty imunitního systému u ptáků jsou popisovány zřídka.
- Imunologická tolerance je neschopnost hostitele reagovat proti specifickému antigenu. Tolerance může být přirozená, vrozená nebo získaná. Imunologická tolerance má praktický význam zejména při šíření ptačích leukózních virů. Kuřata infikovaná od matek přes násadová vejce se normálně vylíhnou, neonemocní a zůstávají viremickými po celý živost a trvale vylučují virus do prostředí slinami a trusem, po dosažení pohlavní dospělosti i vejcem. Nevytvářejí žádné protilátky proti infikujícímu viru a to dokonce ani po reinfekci stejným virem. Přítomnost viru během embryonálního vývoje způsobuje, že vyvíjející se imunitní systém kuřete není schopen odlišit virus od komponent tělu vlastních. Tito jedinci jsou trvalým a besymptomním nosičem viru a zdrojem infekce, navíc je jejich detekce mnohem obtížnější a náročnější než sérologicky pozitivních jedinců.
- Autoimunita vzniká při neadekvátní reakci imunitního systému proti antigenům vlastního organismu (autoantigenům). Výskyt autoimunních protilátek na velmi nízké úrovni lze považovat za normální, ale ve vyšších koncentracích mohou organismus poškozovat. Autoimunní nemoci jsou u ptáků popisovány vzácně; podrobně byly studovány u několika laboratorních linií kuřat a bylo prokázáno, že vznik autoimunity u kuřat je podmíněn přítomností mnoha genetických poruch.
- Hypersenzitivita, např. přecitlivělost kůže nebo nadměrná imunologická reakce (alergie). Ptáci nevytvářejí IgE, proto hypersenzitivní reakce typu I se u nich nevyskytují. Typickým příkladem hypersenzitivity IV. typu (pozdní přecitlivělost zprostředkovaná buňkami) u ptáků je tuberkulóza nebo kontaktní dermatitidy. Praktické využití této alergie je při tuberkulinaci.
- Imunomodulátory jsou látky, které mění (ovlivňují) činnost imunitního systému, a to buď negativně (imunosupresiva) nebo pozitivně (imunostimulancia). U drůbeže byl např. prokázán stimulační účinek sušené krevní plazmy, protilátek vaječného žloutku, konjugované kyseliny linolové nebo laktobacily. Také pomocné látky (adjuvans) používané v inaktivovaných vakcínách napomáhají ke zvýšení imunitní reakce na antigen. Aluminium hydroxid nebo minerální oleje zpomalují resorpci antigenu, čímž prodlužují jeho lokální aktivitu. Adjuvans jsou obvykle nerozpustná a provokují vznik zánětlivé reakce. Lokální zánět zvyšuje počet buněk produkujících protilátky v postižené tkáni. Některé látky, např. Freudovo adjuvans, stimulují také fagocytární aktivitu.
- Imunokomplexy představují složitou funkční strukturu tvořenou molekulami antigenu a protilátky. Mohou se ukládat do stěn cév a způsobovat jejich zánět nebo vyvolat i anafylaktický šok. U ptáků se předpokládá jejich účast na vzniku amyloidózy. U kachen, husí a labutí se často vyskytuje reaktivní amyloidóza v souvislosti s chronickými hnisavými procesy. Amyloid se ukládá ve tkáních a nemůže být eliminován, takže dochází k atrofii parenchymových buněk a destrukci tkáně.